# Platyspira scissa
Espèce
Platyspira scissa est une espèce d'araignées aranéomorphes de la famille des Linyphiidae.

## Distribution
Cette espèce est endémique du Liaoning en Chine,. Elle se rencontre vers Fengcheng sur le Fenghuangshan (mont Phoenix).

## Description
Le mâle holotype mesure 1,47 mm et la femelle paratype 1,44 mm.

## Systématique et taxinomie
Cette espèce a été décrite par Tanasevitch et Marusik en 2024.

## Publication originale
- Tanasevitch & Marusik, 2024 : « On a small collection of linyphiid spiders from mountain Phoenix, Liaoning Province, China, with the description of a new species (Linyphiidae). » Zootaxa, no 5541(1), p. 61-72.